# Moonlight densetsu
Moonlight densetsu (ムーンライト伝説?, Mūnraito densetsu, lett. "La leggenda della luce lunare") è un brano musicale J-pop scritto da Kanako Oda (testo), Tetsuya Komoro (musica) e Daisuke Ikeda (arrangiamento), ed originariamente interpretato dal gruppo musicale giapponese DALI. Il brano è stato composto per essere la sigla di apertura dell'anime Sailor Moon, ed è presente su quasi tutti gli album contenenti la colonna sonora dell'anime (a partire dal primo pubblicato Bishōjo senshi Sailor Moon - Ongaku shū)

## Altre versioni e cover
Per le prime due stagioni (Sailor Moon e Sailor Moon R) fu utilizzata la versione di Moonlight densetsu arrangiata da Daisuke Ikeda ed interpretata dalle DALI. Per la terza e la quarta stagione (Sailor Moon S e Sailor Moon SuperS) fu utilizzato un nuovo arrangiamento curato da Hayashi Yuuzou ed il brano fu interpretato dal gruppo Moon Lips (composto da tutte le attrici che interpretarono le Inner Senshi nel primo musical). Per Sailor Stars, quinta stagione dell'anime, il brano fu sostituito da Sailor Star Song. Tuttavia Moonlight densetsu fu utilizzato come sigla di chiusura dell'ultimo episodio della serie.
Esiste inoltre una terza versione ufficializzata di Moonlight densetsu, arrangiata in chiave boogie woogie, cantata da Hiroko Asakawa nel cd Sailor Moon SuperS In Paris del 1995 e rieseguita anche dalla giapponese Elena, uno dei due membri del gruppo Pretty cast, presente nel cd omonimo Best song collection - Pretty cast del 1996.
Esistono molte versioni strumentali del brano, usate lungo l'arco delle prime quattro stagioni, a partire dalla melodia stessa del carillon di Usagi Tsukino che suona proprio il tema di Moonlight densetsu.
Per gli adattamenti in lingua spagnola ed in lingua inglese di Sailor Moon furono utilizzate come sigle la base musicale di Moonlight denstsu con un nuovo testo nella lingua locale. Per l'edizione italiana invece Moonlight densetsu fu completamente sostituita da una nuova canzone differente per ogni stagione, tutte cantate da Cristina D'Avena.
Numerose sono le cover di Moonlight densetsu registrate da vari cantanti e band giapponesi, fra cui si possono citare quelle di Aya Hisakawa (doppiatrice di Sailor Mercury), delle Momoiro Clover Z, dei Tokyo Brass Style, degli Animetal, Kaori Asoh, Kikuko Inoue, Shōko Nakagawa, Shō Hayami, Hello! Project, Nana Kitade.

## Riconoscimenti
Il singolo contenente Moonlight densetsu, pubblicato nel marzo 1992 (ed abbinato ad Heart Moving sigla finale della prima parte della prima stagione) fu un notevole successo commerciale in Giappone. Inoltre il brano si guadagnò la prima posizione nel corso del quindicesimo e del sedicesimo Anime Grand Prix organizzato da Animage, per poi scendere al settimo posto alla diciassettesima edizione ed all'undicesimo posto nel 1997.
In un sondaggio su Internet Moonlight densetsu è stata votata come una delle sigle maggiormente rappresentative degli anime degli anni novanta.

## Tracce
CD Single 1992Columbia CODC-8995
1. Moonlight Densetsu - DALI
2. Heart Moving - Takamatsu Misae
3. Moonlight Densetsu (Original Karaoke)
4. Heart Moving (Original Karaoke)

CD Single 2000Columbia CODC-1873
1. Moonlight Densetsu - DALI
2. Otome no Policy - Yōko Ishida
3. Moonlight Densetsu (Original Karaoke)
4. Otome no Policy (Original Karaoke)